# Initiative populaire « Élection du Conseil fédéral par le peuple et augmentation du nombre des membres de cette autorité »
L'initiative populaire fédérale « Élection du Conseil fédéral par le peuple et augmentation du nombre des membres de cette autorité » est une initiative populaire fédérale suisse, rejetée par le peuple et les cantons le 4 novembre 1900.

## Contenu
L'initiative propose de modifier plusieurs articles de la Constitution fédérale dans le but d'augmenter le nombre de membres du Conseil fédéral de sept à neuf. Dans le même temps, elle propose également de faire élire ces membres par le peuple, dans une élection majoritaire à deux tours tous les trois ans, en lieu et place de l'élection par le parlement.
Le texte complet de l'initiative peut être consulté sur le site de la Chancellerie fédérale.

## Déroulement

### Contexte historique
Lors de la création de la Constitution fédérale de 1848 et de sa révision en 1874, le parti radical, largement majoritaire, avait fixé le mode d'élection aux chambres fédérales ainsi que cette des Conseillers fédéraux en favorisant le parti déjà au pouvoir.
Dès l'adoption de l'initiative populaire fédérale en 1891, les partis opposants, avec à leur tête le parti socialiste, tentent de modifier cette disposition. Pour ce faire, ils déposent cette initiative, couplée avec 
une autre qui, de son côté, demande l'utilisation du système proportionnel et non majoritaire pour les élections au Conseil national, permettant ainsi une meilleure répartitions des pouvoirs.

### Récolte des signatures et dépôt de l'initiative
La récolte des 50 000 signatures nécessaires a débuté le 21 novembre 1898. L'initiative a été déposée le 9 juin 1899 à la chancellerie fédérale qui l'a déclarée valide le 22 septembre.

### Discussions et recommandations des autorités
Le parlement et le Conseil fédéral recommandent le rejet de cette initiative.

### Votation
Soumise à la votation le 4 novembre 1900, l'initiative est refusée par 12 4/2 cantons et par 65,0 % des suffrages exprimés. Le tableau ci-dessous détaille les résultats par cantons :

## Effets
À la suite de cet échec populaire, la question de faire élire le Conseil fédéral par le peuple revient périodiquement sur le devant de la scène. En particulier, une nouvelle initiative allant dans ce sens est soumise par le parti socialiste à l'opinion publique en 1942; elle sera rejetée par l'ensemble des cantons. Dans la première décennie du XXIe siècle, c'est au tour de l'union démocratique du centre, situé à l'opposé de l'échiquier politique, de proposer une telle réforme sous la forme d'une initiative populaire fédérale dont la récolte des signatures doit débuter à l'été 2010 ; cette initiative propose un Conseil fédéral de sept membres (dont deux doivent être membres des minorités linguistiques) élus au système majoritaire pour quatre ans.